# Cantón de Saint-Gély-du-Fesc
El cantón de Saint-Gély-du-Fesc es una división administrativa francesa, situada en el departamento del Hérault y la región Occitania.

## Composición
Desde 2014, el cantón de Saint-Gély-du-Fesc agrupa 20 comunas :
1. Saint-Gély-du-Fesc
2. Assas
3. Buzignargues
4. Cazevieille
5. Combaillaux
6. Guzargues
7. Les Matelles
8. Murles
9. Prades-le-Lez
10. Saint-Bauzille-de-Montmel
11. Saint-Clément-de-Rivière
12. Saint-Hilaire-de-Beauvoir
13. Saint-Jean-de-Cornies
14. Saint-Jean-de-Cuculles
15. Saint-Mathieu-de-Tréviers
16. Saint-Vincent-de-Barbeyrargues
17. Sainte-Croix-de-Quintillargues
18. Teyran
19. Le Triadou
20. Vailhauquès

|  |  |